# Libre acceso: ya no creo en tu amor
Libre acceso: Ya no creo en tu amor es una recopilación de la cantante argentina Fabiana Cantilo, con 10 temas de sus dos primeros discos como solista: Detectives y Fabiana Cantilo y los Perros Calientes. Editado por la empresa PolyGram Discos S.A en 1997

## Lista de temas
1. Detectives (incluido en el álbum Detectives)
2. Dos veinte a tu amor (incluido en el álbum Fabiana Cantilo y los Perros Calientes)
3. Hagamos algo (incluido en el álbum Detectives)
4. Ya no creo en tu amor (incluido en el álbum Fabiana Cantilo y los Perros Calientes)
5. Mujer Problema (incluido en el álbum Fabiana Cantilo y los Perros Calientes)
6. Tu arma en el Sur (incluido en el álbum Detectives)
7. Nada (incluido en el álbum Fabiana Cantilo y los Perros Calientes)
8. Llaves (incluido en el álbum Detectives)
9. El monstruo de la laguna (incluido en el álbum Detectives)
10. Empire State (incluido en el álbum Fabiana Cantilo y los Perros Calientes)